# 糸井貫二
糸井 貫二（いとい かんじ、1920年（大正9年）12月2日 - 2021年（令和3年）12月19日）は、日本の前衛芸術家、ハプニング・アーティスト、ダダイスト。日本のハプニング・アートの元祖。1964年東京オリンピックや1970年大阪万博といった高度経済成長の最中に、路上で裸体を用いたハプニングをゲリラ的に行った。長年美術界から黙殺され、記録資料が乏しいこともあり、しばしば「伝説」と称される。通称、ダダカン。映画監督の小田基義は従兄。元東北放送アナウンサーの天野清子は妹。

## 幼少期－活動初期（1920-1960）

### 幼少期－青年期
1920年、東京府豊多摩郡淀橋町（現在の西新宿）に生まれる。1923年の関東大震災で被災。少年期は祖母や叔母の影響で宗教に親しみ、小学校時代にキリスト教の洗礼を受けた。小学校の頃から図画工作に親しむ一方で、中学校では器械体操に熱心な学校だったこともあり、オリンピック選手だった卒業生の指導で鉄棒に熱中したという。1937年東京高等工学校予科に入学するも、単位不足と卒業製図不提出で機械工学科を中退。1941年、京都の歯切り盤製作会社に入社するも、1943年ノイローゼで退社。同年8月から10月にかけて、久留米戦車隊に教育招集され、戦車を格納するための穴掘りをさせられる。
1944年4月、京都の西陣織会社の婿養子になる。1945年、徴用され、福岡県田川の古川大峰炭鉱で米軍捕虜や強制拘引された朝鮮人たちと長時間の過酷な採炭労働に従事。二ヶ月後には熊本の特車部隊に送られ、次いで鹿児島県霧島へ向かう。吹上浜から少し登った山道の壕に潜み、敵が来たら爆弾を抱えて外に飛び出して体当たりする訓練を受ける。これはアメリカ軍の本土上陸に備えて、戦車を特攻隊のように迎え撃つ「自爆兵」としての訓練だったが、結局「本土決戦」のないまま終戦を迎える。
終戦直後は改めて鉄棒を習い、体操選手として活躍、第1回国民体育大会にも参加。他方で商売を始めるもうまくいかず、1946年4月の離婚後、1947年再び戦中と同じ炭鉱での坑内労働に戻る。1949年から1952年まで東京の芝浦冷蔵庫に勤務するが、ここでの労働も過酷なもので、体を壊してしまう。

### 活動初期
この頃、当時一斉を風靡していた「読売アンデパンダン展」（1949年-1963年、東京都美術館）を知り、芸術の道に踏み出す。1951年、第3回同展に卵のオブジェで初出品。翌年10月に退社後、仙台に移って再婚し、一時制作から離れるも、1955年に離婚して東京に戻り制作を再開。大森山王の自宅に「イトイ・カンジ美術研究所」の看板を掲げる。16歳で上京した中島由夫が研究所に毎週通う。1957年7月、個展で「コラージュ、折紙、盆栽、和歌短冊、ボロ靴に造花を生けた作品」を発表。同年12月、村松画廊にてアクション・ペインティングの大作を発表。翌1958年、読売アンデパンダン展に坑内労働にかかわるテーマの作品を発表したとされ、以後1963年の同展最終回まで連続で出品した。この時期、未来派美術協会のリーダーだった普門暁と親交を結ぶ。
1959年、美術家・吉村益信から〈ネオ・ダダ〉の前身となるグループへ参加を要請されるも辞退。翌1960年には写真家・東松照明に頼まれて、美術家・篠原有司男とともに被写体となるなど、この頃すでに芸術関係者が糸井に注目を向けていたことがわかっている。同年5月、〈ネオ・ダダ〉が結成されてまもない東京から離れ、大分県中津の叔母の家に移り住む。この頃、ジョルジュ・ユニエ『ダダの冒険』（1959年、江原順訳、美術出版社）や鈴木大拙の本を購入し、ダダと禅に共鳴していく。中津においてもオブジェやフォトグラム、版画を発表し、徐々にオブジェと自身の身体を用いた写真を撮影するようになった。
この間も読売アンデパンダン展への出品は続けており、毎年見かける糸井の作品について、美術家・文筆家の赤瀬川原平は「それが猥褻なのか神聖なのか、芸術であるのかどうかもわからず、読売アンデパンダン展の一つの代表的な印象となっている」と賛辞を贈っている。1962年の第14回では、「トランクを開けるとなかに男女の交合を描いた浮世絵版画（当人いわく「国宝級」で海外流出したものの複製）が入っている《トランク》や、覗き箱のなかに五千円の株券（本物）を二十枚貼り付け、上からお姫様が「オナニー」をしているさまを描いた版画をコラージュした《自家発電》、破れたももひきから卵の殻が増殖した男根のつき出た《ももひき》の計3点」を出品しようとし、同展が「無審査・自由出品」を掲げているにもかかわらず、全点展示を拒否された。翌1963年の第15回においては、開催館入口で〈アンビート〉のメンバーらと半裸になって警察に連行され、この年をもって同展は中止に追い込まれた。

## パフォーマンス（1962-1970）
1962年から本格的にパフォーマンスを始める。その特徴として、第一に、一時的に他のグループと共演することがあっても、基本的には単独での行動だった。第二に、そのパフォーマンスはほとんどの場合において、日時・場所が事前に告知されなかった。第三に、予定も設定もなしに行われるほか、しばしば他の作家たちが設定したイベントに便乗して行われた。以上の理由から、証言や写真・印刷物による記録に乏しく、糸井の手元にあった資料もメール・アートとして送付されるなどして、多くが散逸・紛失してしまった。第四に、そのパフォーマンスを実際に見たり、あるいは会ったこともない人たちからも、特別に敬愛されている。実見した仙台の画家・宮城輝夫は「神聖そのもの」と述べているし、糸井と仙台で出会ったのちに〈ゼロ次元〉の中核メンバーとなった上條順次郎は、糸井を「神として尊敬している」とさえ言うほど、神格化されている。

### パフォーマンス年表
断りのない限りすべて、黒ダ (2010)の年譜を参照した。
- 1962年11月15-16日 《英雄たちの大集会》参加（百道海水浴場／福岡）：〈九州派〉主催。電気が消されたロウソクの光の中で、上半身裸になって、背中に「ダダカンも42才の反抗期」と書いた紙をつけ、白い布を頭からかぶる[30]。布の中から「粉ミルクの紙箱」「卵を入れた菓子入れ」「写真帳」などを出して、オブジェを取り出して観衆に手渡す[30][31]。
- 1962年12月2-4日 〈アンビート〉のパフォーマンスに参加（京都、大阪）：四条大橋から多くの観衆が見守るなか、メンバー各人がパフォーマンスや演奏。糸井は山高帽にミニスカートで欄干に立ち、加賀見政之に帽子を投げる。京都学芸大学で、全裸で校庭の松の木の頂上まで登り、松の若葉を食べて周囲を見渡す。大阪駅交番前で、田代稔と格闘、のち田代が糸井の靴を舐める。土佐堀川稼働堰と思われる場所で、体に紐を巻きつけるなど異様な服装でパフォーマンス。新聞に写真入で掲載される。
- 1963年3月2日 「読売アンデパンダン展」出品（東京都美術館）：〈アンビート〉の加賀見と田代とともに、会場内および美術館入口で「Damact」を行い、館員の通報により警官出動で全員連行される。
- 1964年9月29日-10月11日 「’64仙台アンデパンダン展」出品（三越百貨店／仙台）：白ヘルメットにポルノ写真をコラージュした《ヘルメット》と、インスタレーション《ゼロの男》を出品。展示台の上に、袋をかぶった本人が彫刻のように立ったり、床で赤ふんどし姿で大の字にひっくり返ったりする[32]。糸井のほか数人が全裸になり、会場の外を這い回るなどして、機動隊が出動する[32]。
- 1964年10月4日 銀座通りを走る：服部時計店前より、顔を白包帯で覆い、赤ふんどしを聖火になぞらえて掲げ、京橋方面へ走行中、故意にふんどしを外して全裸になる。時計店の前に戻ってきたところで警官に逮捕され「東京オリンピック関係事犯第1号」とされる。これを受けて東京・練馬の精神病院に強制入院（1965年9月30日まで）。
- 1966年5月1日 「全国狂気見本市」参加（メーデー会場、ワシントンハイツ跡特設会場／東京・代々木）：サングラスにモヒカン姿で、ペニス型貫頭衣を着て〈ゼロ次元〉らの街頭行進に参加[33]。
- 1967年8月 「今日の集団展」参加（宮城県民会館／仙台）：演出家・精神科医の豊島重之と、東北学院大学美術部の学生らが企画。糸井は鍋のヘルメットをかぶり、「殺すな」の文字を体に掲げる。
- 1967年9月 単独パフォーマンス（新宿駅東口「フーテン広場」／東京）：透明ビニールと黒い綿布による、一方からだけ裸体が見える衣装を使う。2日間拘置所に入れられる。
- 1967年11月 「西公園アート・フェスティバル」参加（西公園／仙台）：角帽をかぶり半分だけ透明な黒のガウン状の服（貫頭衣）を着て、加藤好弘からもらったペニスのオブジェを丸い洗剤の缶の中に立てる（のち石川舜が作品として掘ったゴミ捨て用の穴の底に移される）。別の日には会場周辺の樹木にトイレットペーパーを巻きつける。
- 1967年12月1日 「故由比忠之進追悼国民儀」参加（椿近代画廊前、新宿駅西口安田生命裏特設会場ほか／東京）：第1部「由比忠之進葬送の儀」第2部「焼身の儀式」第3部「あなたがする儀式」。後頭部十字剃り残しのヘアスタイルで行進に参加。批評家・ヨシダヨシエと警察で事情聴取を受ける。
- 1968年6月 「触感覚映像大会」参加（コニシリビング／仙台）：モヒカン刈りにサングラス姿で[34]毎日会場に通う。他人の作品である白布の上でパフォーマンス。人造ペニスを額につけ、横たわって女性の脚型をしたビニール製玩具の股間に顔を突っ込む[34]。
- 1969年1月1-2日 パフォーマンス合同発表会参加（フジヤ画廊／仙台）：洗剤の缶を開け、風呂敷を出し、全裸になって開脚三点倒立。ブリーフからソーセージを出してペニスを振り回すような踊り。プラスチックの容器から水を出し小便をするふり。でんぐり返しをして口に含んでいたゆで卵を産み落とす[35]。
- 1969年5月 単独パフォーマンス（仙台市役所前広場／仙台）：宮城県民会館から帰る途中、市役所前の噴水のある広場で、女性の脚型をした風船に顔を突っ込み、離すとケチャップで真っ赤になる。のち風船の脚を切り裂く。
- 1969年6月15日 学生デモに続いて歩く（仙台）：鍋の兜をかぶって全裸に半透明の衣装を着る。
- 1969年10月 単独パフォーマンス（仙台市役所前広場／仙台）：ガスコンロで湯を沸かしコーヒーを飲む。
- 1970年1月14日 「松焚祭」参加（大崎八幡宮／仙台）：正月飾り・古神札を燃やして無病息災を祈る小正月の行事「松焚祭」で、ふんどし姿の人々のなかにひとり全裸で加わり（黒田428）、聖火ランナーを再現。警察に連行されるがすぐ釈放される。
- 1970年4月27日 万博会場を全裸で走る（万博お祭り広場／大阪）：大分県中津から仙台に帰る途中、新聞で《太陽の塔》の目玉を占拠した男の記事を見て途中下車、お祭り広場を15メートルほど疾走したあと警察官に取り押さえられる。

### 主要パフォーマンス

#### 全裸聖火ランナー（銀座通り）
東京オリンピックの開会式を6日後に控えた1964年10月4日、「祝 東京オリンピック」「聖火体現」と書かれた赤いタスキをかけ、頭に白布を巻き、白ふんどしをつけ、丸めた新聞紙から赤ふんどしを覗かせて、聖火リレーを模して銀座通りを走った。走行中にだんだんふんどしが緩んでずり落ちるように計算して、途中で全裸になった。当人の予想通り、その場で逮捕され精神病院に入れられた。その動機として、全国を巡回していた聖火ランナーが仙台に来たのを見て、「聖火があまりにも美しかったものですから」「その足で上京しまして」と後年語っている。

#### 「殺すな」
1967年8月、宮城県民会館における「今日の集団展」のイベントで、「殺すな」の文字を掲げたパフォーマンスを行う。これは4ヶ月ほど前に、ベ平連がワシントン・ポストに岡本太郎の書いた「殺すな」の文字を全面広告として掲載したことに由来する。1970年にヨシダヨシエの取材を受けた際には、糸井が「殺すな」の文字を持って走る様子と、「第二次世界大戦従軍 もう殺し合いはできない」と書いたタスキをかけて全裸で歩く様子が、写真家・羽永光利によって撮影された。
以後、糸井はこの文句を繰り返し用いている。近年では、文化庁の「あいちトリエンナーレ2019」に対する補助金不交付の決定に抗議するChange.orgでのオンライン署名運動が、岡本・糸井にならって「文化庁は文化を殺すな」と命名され、これに対する賛同メッセージとして、糸井が手書きの「殺すな」のメッセージを寄せた。また、2020年の糸井の100歳記念個展は「『殺すな』展」と命名され、これにまつわる作品が展示された。

#### 全裸疾走（日本万国博覧会）
1970年4月26日夕方、赤軍のヘルメットをかぶった覆面の男が、警備員の制止を振り切って、《太陽の塔》の最上部の「金色の顔」右目に侵入し、「万博粉砕」を叫んで籠城した（アイジャック事件）。大阪府警は百数十名の機動隊員を投入して説得を開始したが、男は「近づいたら飛び降りる」と頑強に抵抗し、それから5月3日まで占拠を続けることになる。
翌27日午前10時、《太陽の塔》制作者の岡本太郎が事件を聞きつけ、塔の前にある「お祭り広場」に来場。双眼鏡で「目玉男」を覗き、記者に対して「イカスね。ダンスでも踊ったらよかろうに」と回答。
同日、糸井は、大分・由布院で入院治療中の母親を見舞って仙台へ帰る汽車の中で、たまたま「目玉男」の新聞記事を見かけた。この大胆不敵な単独行動をとった男を「激励」しようと、大阪で途中下車。はじめは《太陽の塔》のもうひとつの目玉に登ろうといくつかルートを考えたが、警備が厳しく断念。少しでも高いところにと近くの非常階段を目指すがそれも叶わず、最後の選択として走り出すこととする。近くのトイレで着替えを済ませ、全裸にレインコート、靴にソフト帽、サングラスという出で立ちで、バッグをロッカーにしまい外に出た。午前11時45分、すなわち岡本太郎が会場を去った一時間後、《母の塔》脇の階段をコートを脱ぎながら走り降り、帽子を残して全裸になると、機動隊、報道陣と野次馬が集まる「お祭り広場」に群衆の前に奇声を発しながら躍り出た。《太陽の塔》をめがけて走り出すも、すぐに機動隊に追いかけられ、15メートルも走らないところで取り押さえられ、逮捕された。

### 評価
以上の行為について、研究家の黒ダライ児は、同年代の裸体を用いた作家たちと比較して、「決まって単独行動であり、物々しい衣装や異常な仕草などの「演出」もほとんどなく、告知もせず、警察による介入も防ごうとしない、あきれるほど無造作で無防備なものだった」ことを特質として挙げている。そして、その思想にダダと禅が影響していることを指摘したうえで、「虚飾や自己主張を捨て去ったむき出しの、あるがままの自己を他者に差し出すこと」を動機とした「禅的な自己放棄」であったと説明している。
評論家の椹木野衣は、ダダと禅に加えて、大正アナーキズムの影響を指摘し、「ダダカンの思想と行動原理、そして芸術道は、震災ショック、炭鉱労働、自爆部隊、読売アンパンといった、近代日本が矛盾のなかくぐり抜けてきた有象無象を体験するなかで、大正期に特有の「生命の跳躍（エラン・ヴィタル）」をみなぎらせた自己テロル性の奔放、未来派芸術などが、戦後、記憶からゆっくりと取り戻されながら、かたちづくられていったものと考えられる」と、その時代性を説明している。
また、評論家の福住廉は、糸井が「無自覚のまま奇行を繰り返す天然の奇人ではなく、自らが「異常」というレッテルを貼り付けられがちなことを十分に自覚していた」ことを強調し、「パフォーマンスの形式面でも、それを衝動的に導き出した表現欲動の面でも、ダダカンこそ、実は最も純粋かつ誠実に、あるいはまた正統に、美術の本質を体現した美術家ではなかったか」と糸井を正統な美術史に位置づけている。

## 1970年代以降
1970年代に入ると、糸井は年老いた両親の看病に専念するようになり、また、週刊誌などの報道を忌避して世間との交わりを絶つ。1980年代からは、反戦・反原発・セックスを主題に、版画やコラージュ、メール・アートといった紙による表現を一貫して行うようになる。
1996年に編集者の竹熊健太郎が糸井との接触に成功し、『クイック・ジャパン』で特集を組んで以降、徐々にその活動が知られるようになる。
2005年2月、椹木野衣著『戦争と万博』（美術出版社）第七章「ダダカンと”目玉の男”」により、美術史の本流に位置づけられる。
2008年9月、上原木呂（上原誠一郎）による資料展「鬼放展ーダダカン2008・糸井貫二の人と作品」が東京で開催。
2009年には、宮城県美術館の「前衛のみやぎ」展で、糸井の1950年代の版画から貼絵、パフォーマンスの記録写真など、30点あまりが一挙に公開された。
2010年5月、詩誌『紫陽』21号（藤井わらび・京谷裕彰 編集発行）に俳句を寄稿。以後、『紫陽』には終刊号（24号、2011年8月）まで寄稿を継続。糸井は俳人・飯田岳楼に師事していた。
2011年3月11日、東日本大震災を仙台の自宅で経験。3月11日の未明に詩人・京谷裕彰によってFacebookページが開設された。福島原発事故を受けて、防護服に見立てた白い作業服を着て茶の間に身を置くセルフ・ポートレートを撮影した。
2010年10月に鬼放舎を訪問した京谷裕彰との対談の様子を記録したドキュメンタリー映画「ダダッ子貫ちゃん」（竹村正人監督／93分）が2011年4月に完成。6月の京都（二ヶ所）を皮切りに、大阪、奈良、福岡、天草、東京（二ヶ所）、仙台で上映会が催された。
2012年5月の仙台アンデパンダンでは「ダダッ子貫ちゃん」ロングバージョン（152分）が上映され、11月5日 - 11月10日には京都精華大学情報館にて6日間の上映会、および京谷裕彰と竹熊健太郎によるトークイベントが催された。「ダダッ子貫ちゃん」は第４回前橋映像祭（2014年）にも出品された。
2013年1月19日には太子堂範儀（仙台／鬼放舎）と称し、全裸で三点倒立する糸井とパフォーマンスアーティスト・大橋範子がコラボレーション。大橋は全裸でシンバルを叩いた。2013年2月の大橋範子個展「行こう、行こう、LETTING GO.」（ギャラリーwks.／大阪）にて、映像と写真を発表。大橋のインスタレーションには糸井のメールアートや石川雷太の放射性廃棄物ドラム缶が使われた。
2014年8月、櫛野展正のキュレーションによる展覧会「花咲くジイさん ～我が道を行く超経験者たち～」に出展（8月16日 - 11月16日／鞆の津ミュージアム）。
その他、編集者・都築響一の『独居老人スタイル』（筑摩書房、2013年）や、ライター・平井有太の『ビオクラシー：福島に、すでにある』（SEEDS出版、2016年）で糸井へのインタビューが行われ、それぞれ関連展覧会が開催されている。
2017年9月、仙台のHolon galleryで個展「Paper Penis Exhibition」を開催。
2020年12月2日には100歳を迎え、これを記念して「ダダカンの『殺すな』展」（2020年12月9日 - 2021年1月31日、カフェ・ゴダール・ギャラリー／東京）が開催された。
2021年7月、小池浩一により『ダダカン　イトイカンジ個展 Paper Penis Exhibition』（HOLON BOOKS）刊行。2017年にHolon galleryで開催された個展のカタログである。
2021年7月10日 - 9月5日、東京ビエンナーレのプロジェクトとして宇川直宏（DOMMUNE）が糸井のパフォーマンスをARで再現する作品を発表。「隅田川開脚三点倒立」（浅草・吾妻橋付近）、「殺すな2021」（Web公開）。
2021年11月3日 - 2022年1月9日、せんだいメディアテーク開館20周年展「ナラティブの修復」に出展。糸井の活動を記録・保存・紹介する有志グループ「ダダカン連」（細谷修平・三上満良・関本欣哉・中西レモン）によって作品、写真、関連書籍などの資料とともに活動の遍歴が紹介され、12月7日には101歳になった糸井本人が観覧に訪れる。
2021年12月14日 - 21日、東京・新宿のIRREGULAR RHYTHM ASYLUMにて「1960年代——ダダカンと儀式屋たちの時代」開催（主催：一般社団法人NOOK／共催：ダダカン連）。
2021年12月19日、老衰のため逝去。101歳。

## 関連文献
- 椹木野衣「追悼・糸井貫二（ダダカン）」『美術手帖』2022年4月号、2022年。
- ヨシダヨシエ「行動する芸術家たち」『美術手帖』1970年12月号、1970年。
- 「特集：いまこそ糸井貫二」『月刊あいだ』第153号、2008年。